# Луций Ноний Кальпурний Торкват Аспренат
Луций Ноний Кальпурний Торкват Аспренат (лат. Lucius Nonius Calpurnius Torquatus Asprenas; I—II века) — римский политический деятель, консул 94 и 128 годов.
Его родителями были консул-суффект между 74 и 78 годом Луций Ноний Аспренат и Аррия Кальпурния. Луций-младший был авгуром, а в 94 году занимал должность консула вместе с Титом Секстием Магием Латераном. Входил в состав жреческой коллегии содалисов Августа. В 107—108 годах Аспренат был проконсулом Азии и в 128 году второй раз консулом вместе с Марком Аннием Либоном.
Возможно, супругой Луция Нония была Аррия. Его дочь Торквата была замужем за Луцием Помпонием Бассом, консулом-суффектом 118 года.